# Nils Džon Nilson
Nils Džon Nilson (6. februar 1933 – 23. april 2019) bio je američki informatičar. On je bio jedan od osnivačkih istraživača u disciplini veštačke inteligencije. Bio je prvi Kumagajov profesor inženjerstva u računarskoj nauci na Univerzitetu Stanford od 1991. do penzionisanja. Posebno je poznat po svojim doprinosima u potrazi, planiranju, predstavljanju znanja i robotici.

## Izabrane publikacije
- — (1982) [1980], Principles of Artificial Intelligence, Springer-Verlag, ISBN 978-3-540-11340-9.
- Genesereth, Michael; — (1987) [1976], Logical Foundations of Artificial Intelligence, Morgan Kaufmann, ISBN 978-1-493-30598-8.
- — (1990), The Mathematical Foundations of Learning Machines, Morgan Kaufmann, ISBN 978-1-558-60123-9.
- — (1998), Artificial Intelligence: A New Synthesis, Morgan Kaufmann, ISBN 978-1-558-60467-4.
- — (2009), The Quest for Artificial Intelligence, Cambridge University Press, ISBN 978-0-521-11639-8.
- — (2014), Understanding Beliefs, MIT Press, ISBN 978-0-262-52643-2.

## Spoljašnje veze
- Nilsson's home page
- Nils John Nilsson на веб-сајту MGP (језик: енглески)
- Oral history interview with Nils J. Nilsson, Charles Babbage Institute, University of Minnesota, Minneapolis. Nilsson gives an overview of DARPA-sponsored AI research at SRI, including his own work in robotics (especially during the period 1966-1971), research on the Computer Based Consultant, and related research on natural language and speech understanding. He describes the significance and relationship of robotics to the larger field of AI, particularly the intellectual problems it addressed and the enabling technologies it helped develop.